# تپه باستانی رامجین
تپه باستانی رامجین در موقعیت روستای رامجین از توابع شهرستان ساوجبلاغ، بخش چهارباغ واقع گردیده است که  امروزه بیشتر آن تسطیح شده‌است. این محوطه باستانی ظاهراً محل سکونت اقوامی از دوران قبل تاریخ تا دوران اسلامی بوده‌است.